# 妮古拉·凯里
妮古拉·凯里（英語：Nicola Carey，1993年9月10日—），澳大利亚女子板球运动员。她曾代表澳大利亚国家队参加2022年英联邦运动会板球比赛，获得一枚金牌。